# .tm
.tm ist die länderspezifische Top-Level-Domain (ccTLD) des Staates Turkmenistan. Sie existiert seit dem 30. Mai 1997 und wird vom Unternehmen TM Domain Registry mit Sitz in London verwaltet.

## Weblink
- Website der Vergabestelle